# 14-я танковая дивизия (вермахт)
14-я танковая дивизия (14. Panzer-Division) — тактическое соединение сухопутных войск вооружённых сил нацистской Германии. Принимала участие во Второй мировой войне. Сформирована в августе 1940 года.

## Боевой путь дивизии
В апреле 1941 года участвовала в захвате Югославии.
К исходу 21 июня 1941 года 14-я танковая дивизия 3-го моторизованного корпуса была подтянута головными частями к Войнславице (25 км сев.-зап. Устилуга).
С 22 июня 1941 года — в операции «Барбаросса» (война против СССР), в составе группы армий «Юг». Бои на Украине.
В 1942 году — бои на реке Миус, на Дону, в Калмыкии. Осенью 1942 — в районе Сталинграда, в составе 6-й армии.
23 ноября 1942 года дивизия вместе с 6-й армией была окружена под Сталинградом.
По советским разведывательными данным в окружённую группировку противника входил 11-й армейский корпус состоявший из 376-й, 44-й, 384-й пехотных дивизий.
Окружённая под Сталинградом 6-я немецкая армия и оперативно подчинённые ей соединения и части обороняли район протяжённостью почти 60 км с востока на запад и 30-35 км с севера на юг общей площадью около 1400 кв. км. Район был разделён на пять оборонительных секторов. За западный сектор обороны нёс ответственность 11-й армейский корпус.
В составе группировки войск 6-й немецкой армии в районе Мариновка, Басаргино, Большая Россошка, на которую был направлен главный удар советской 65-й армии с примыкавшими к его флангам ударных группировок 21-й и 24-й армий с целью её расчленения и последующего уничтожения по частям, имелись соединения, которые испытали удары советских войск ещё во время боев в излучине Дона. Серьёзные потери они также понесли в период подготовки к операции. Эти соединения впоследствии и дали наибольшее количество пленных и перебежчиков: 76, 44, 376, 384-я (последняя из-за больших потерь к началу января 1943 года была расформирована) пехотные и 14-я танковая дивизии.
В январе 1943 — дивизия уничтожена в Сталинградском котле.
В марте 1943 года — 14-я танковая дивизия вновь сформирована во Франции. С ноября 1943 — вновь на Восточном фронте, в районе Кривого Рога.
В 1944 — бои на Украине, в апреле 1944 отступила в Румынию (в район Ясс).
В августе 1944 — переправлена в Курляндию. В составе 18-й армии воевала в Курляндском котле до конца войны. После капитуляции Германии 9 мая 1945 года остатки дивизии взяты в советский плен.

## Состав дивизии
1941 год

36-й танковый полк, 28 июня 1942.

- 36-й танковый полк (Panzer-Regiment 36)
- 14-я стрелковая бригада (Schützen-Brigade 14)
  - 103-й стрелковый полк (Schützen-Regiment 103)
  - 108-й стрелковый полк (Schützen-Regiment 108)
- 64-й мотоциклетный батальон (Kradschützen-Bataillon 64)
- 4-й артиллерийский полк (Artillerie-Regiment 4)
- 4-й противотанковый артиллерийский дивизион
- 13-й сапёрный батальон
- 4-й батальон связи (Nachrichten-Abteilung 4)
- войска снабжения (Versorgungstruppen 4)

На 22 июня 1941 года в 14-й танковой дивизии 3-го МК было 147 танков: 45 танков Pz.II, 15 танков Pz.III с 37-мм пушкой, 56 танков Pz.III с 50-мм пушкой, 20 танков Pz.IV и 11 вооружённых только пулемётами командирских танков.
1943 год
- 36-й танковый полк
- 103-й механизированный полк (Panzer-Grenadier-Regiment 103)
- 108-й моторизованный полк (Panzer-Grenadier-Regiment 108)
- 4-й артиллерийский полк (Panzer-Artillerie-Regiment 4)
- 14-й разведывательный батальон (Panzer-Aufklärungs-Abteilung 14)
- 4-й противотанковый артиллерийский дивизион (Panzerjäger-Abteilung 4)
- 276-й дивизион ПВО (Heeres-Flak-Abteilung 276)
- 13-й сапёрный батальон (Panzer-Pionier-Bataillon 13)
- 4-й батальон связи
- войска снабжения (Panzer-Versorgungstruppen 4)

## Командиры дивизии
- с 10 октября 1940 — генерал-майор Генрих фон Приттвиц унд Гаффон (погиб 10.04.1940 вблизи г.Тобрук, Ливия)
- С 22 марта 1941 — генерал-майор Фридрих Кюн[нем.]
- С 1 июля 1942 — генерал-майор Фердинанд Хайм
- с 16 по 26 ноября 1942 —  генерал-майор Йоганнес Бесслер
- С 26 ноября 1942 — генерал-майор Мартин Латман
- С 1 апреля 1943 — генерал-майор Фридрих Зиберг (погиб в бою 2.11.1943 в г. Кировоград)
- С 29 октября 1943 по 31.01.1945 — полковник (с января 1944 — генерал-майор, с июля 1944 — генерал-лейтенант) Мартин Унрайн
- с 6 сентября по 30 ноября 1944 — полковник Оскар Мунцель (замещал командира дивизии)
- С 10 февраля 1945 — полковник Фридрих Юргенс (исполнял обязанности командира дивизии)
- С 15 марта 1945 — полковник Карл Грессель (исполнял обязанности командира дивизии)[4]

## Награждённые Рыцарским крестом Железного креста

### Рыцарский Крест Железного креста (48)
- Фриц Ширрмахер, 14.05.1941 — обер-лейтенант, командир 3-й роты 13-го танкового сапёрного батальона
- Вильгельм риттер унд эдлер фон Петер, 15.07.1941 — майор, командир 1-го батальона 36-го танкового полка
- Курт Пжикленк, 01.08.1941 — обер-фельдфебель, командир разведывательного патруля 1-й роты 40-го разведывательного батальона
- Юрген фрайхерр фон Меркен цу Геерат, 17.09.1941 — обер-лейтенант, командир 1-й роты 36-го танкового полка
- Курт фон Йессер, 18.01.1942 — полковник, командир 36-го танкового полка
- Эрих Петерман, 17.08.1942 — обер-фельдфебель, командир взвода 4-й роты 64-го мотоциклетного батальона
- Фердинанд Хайм, 30.08.1942 — генерал-майор, командир 14-й танковой дивизии
- Хельмут Лутце, 02.10.1942 — обер-фельдфебель, командир взвода 1-й роты 64-го мотоциклетного батальона
- Генрих Холленвегер, 01.11.1942 — обер-лейтенант, командир 8-й роты 108-го моторизованного полка
- Эрих Домашк, 03.11.1942 — капитан, командир 2-го батальона 103-го моторизованного полка
- Фридрих Банах, 30.11.1942 — фельдфебель, командир взвода 4-й роты 36-го танкового полка
- Бернхард Зауфант, 30.11.1942 — майор, командир 1-го батальона 36-го танкового полка
- Карл-Фридрих Виттхольц, 07.12.1942 — лейтенант резерва, командир взвода 6-й роты 36-го танкового полка
- Вилли Лангкайт, 09.12.1942 — майор, командир 2-го батальона 36-го танкового полка
- Петер Зауэрбрух, 04.01.1943 — капитан Генерального штаба, начальник материально-технического отдела штаба 14-й танковой дивизии и командир боевой группы «Зауэрбрух»
- Фельтен Арендт, 28.03.1945 — капитан резерва, командир 1-го батальона 36-го танкового полка
- Роберт Айхерт, 20.04.1943 — обер-фельдфебель, командир взвода 8-й роты 36-го танкового полка
- Хайнц Виттхов фон Брезе-Виниари, 15.05.1943 — капитан, командир 1-го батальона 108-го моторизованного полка
- Иоахим Домашк, 12.10.1943 — обер-лейтенант, командир 1-го батальона 108-го моторизованного полка
- Эрнст Рем, 16.11.1943 — майор, командир 14-го разведывательного батальона
- Вильгельм Вольфф, 09.12.1943 — обер-лейтенант резерва, командир 10-й роты 36-го танкового полка
- Ганс-Йохен Кюн, 12.01.1944 — лейтенант резерва, командир 9-й роты 36-го танкового полка
- Вилли Риттер, 15.01.1944 — капитан, командир 13-го танкового моторизованного полка
- Оскар Пенкерт, 23.02.1944 — фельдфебель, командир взвода 3-й роты 108-го моторизованного полка
- Вальтер Кнорр, 06.03.1944 — унтер-офицер, командир отделения 6-й роты 108-го моторизованного полка
- Эрих Шторек, 05.04.1944 — лейтенант, командир 8-й роты 108-го моторизованного полка
- Людвиг Промесбергер, 14.05.1944 — обер-ефрейтор, пулемётчик 8-й роты 103-го моторизованного полка
- Вернер Плёнцке, 04.07.1944 — ефрейтор, пулемётчик 5-й роты 103-го моторизованного полка
- Карл-Йоахим Хофман, 04.07.1944 — капитан, командир 1-го батальона 108-го моторизованного полка
- Ксавер Марцлуф, 09.07.1944 — майор, командир 2-го батальона 103-го моторизованного полка
- Хайнц Швайцер, 09.07.1944 — ефрейтор, пулемётчик 13-й роты 103-го моторизованного полка
- Хайнц Шмекель, 27.07.1944 — лейтенант резерва, командир 1-й роты 108-го моторизованного полка
- Вернер Кесслер, 27.08.1944 — обер-лейтенант резерва, командир 2-й роты 108-го моторизованного полка
- Эрнст Грунау, 04.10.1944 — обер-лейтенант, командир караульной роты 14-й танковой дивизии
- Теодор Фельтен, 04.10.1944 — лейтенант, командир 3-й роты 14-го разведывательного батальона
- Оскар Мунцель, 16.10.1944 — полковник, командир 14-й танковой дивизии
- Карл-Теодор Молинари, 03.11.1944 — майор, командир 1-го батальона 36-го танкового полка
- Эрих Зоке, 05.11.1944 — обер-фельдфебель, командир взвода 2-й роты 36-го танкового полка
- Готтфрид Цепф, 26.11.1944 — обер-фельдфебель, командир взвода 3-й роты 36-го танкового полка
- Герберт Либиг, 09.12.1944 — лейтенант, командир 3-й роты 103-го моторизованного полка
- Хинрих Гердес, 21.01.1945 — обер-фельдфебель, командир взвода 3-й роты 36-го танкового полка
- Вольфганг Эферлинг, 10.02.1945 — капитан, командир 3-й роты 36-го танкового полка
- Герберт Штенцель, 05.03.1945 — капитан, командир 1-го батальона 108-го моторизованного полка
- Йоханнес Пёршман, 11.03.1945 — капитан, командир 13-го моторизованного полка
- Зигфрид Кёлер, 17.03.1945 — унтер-офицер, командир отряда связных 1-го батальона 108-го моторизованного полка
- Герберт Циммерман, 05.04.1945 — капитан, командир 1-й роты 36-го танкового полка
- Карл-Фридрих Штёвасс, 14.04.1945 — капитан резерва, командир 2-й роты 14-го разведывательного батальона
- Хайнц Брандт, 06.05.1945 — лейтенант резерва, командир 7-й роты 103-го моторизованного полка

### Рыцарский Крест Железного креста с Дубовыми листьями (5)
- Вилли Лангкайт (№ 348), 07.12.1943 — оберстлейтенант, командир 36-го танкового полка
- Вернер Муммерт (№ 429), 20.03.1944 — оберстлейтенант резерва, командир 103-го моторизованного полка
- Хайнц Виттхов фон Брезе-Виниари (№ 441), 06.04.1944 — майор, командир 108-го моторизованного полка
- Иоахим Домашк (№ 496), 11.06.1944 — майор, командир 1-го батальона 103-го моторизованного полка
- Мартин Унрайн (№ 515), 26.06.1944 — генерал-майор, командир 14-й танковой дивизии

### Рыцарский Крест Железного креста с Дубовыми листьями и Мечами
- Вернер Муммерт (№ 107), 23.10.1944 — полковник резерва, командир 103-го моторизованного полка